# Frederico Westphalen
Frederico Westphalen, amtlich portugiesisch Município de Frederico Westphalen, ist eine Stadt im südlichsten brasilianischen Bundesstaat Rio Grande do Sul mit 2019 amtlich geschätzten 31.313 Einwohnern. Die Entfernung zur Hauptstadt Porto Alegre beträgt 434 Kilometer.

## Geographie
Innerhalb von Rio Grande do Sul liegt der Ort im Norden auf einer Höhe von 566 Metern. Das Klima ist subtropisch humid, nach der Klimaklassifikation nach Köppen und Geiger Cfa. 
Umliegende Orte sind Caiçara, Vicente Dutra, Iraí, Ametista do Sul, Cristal do Sul, Seberi, Taquaruçu do Sul und Vista Alegre.

## Geschichte
Am 6. August 1918 wurde der Distrikt Frederico Westphalen innerhalb des Gemeindegebietes von Palmeira das Missões errichtet mit dem Hauptort Vila de Frederico Westphalen. Der Ort erhielt am 15. Dezember 1954 die Stadtrechte als Município de Frederico Westphalen, der Distrikt wurde aus Palmeiras ausgegliedert und erhielt noch einige Fläche von Iraí. Namensgeber war ein deutscher Ingenieur, der die regionale Erschließung und Infrastruktur verantwortete.  

## Politik und Verwaltung
Die Exekutive als Stadtpräfekt (Bürgermeister) hat für die Amtszeit 2017 bis 2020 José Alberto Panosso von dem Partido do Movimento Democrático Brasileiro (PMDB). Die Legislative liegt bei einem Stadtrat (Câmara Municipal).

## Stadtgliederung
Mit Stand 2017 sind die 264,975 km² der Gemeindefläche in drei Distrikte aufgeteilt: Sede (Sitz des Munizips), den Distrito de Castelinho und den Distrito de Osvaldo Cruz. Der urbane Kern (Sede) ist wiederum in 16 Bairros (Stadtviertel) gegliedert.

## Bevölkerungsentwicklung
Die Bevölkerung betrug nach der Volkszählung des IBGE von 2010 28.843 Einwohner, die wahlweise Frederiquenser oder Westphalenser genannt werden können. Die Zahl wurde vom IBGE zum 1. Juli 2019 auf 31.313 Bewohner anwachsend geschätzt.
Quelle: IBGE (Angabe für 2019 ist lediglich eine Schätzung)

## Infrastruktur
Durch den Ort führt die Bundesstraße BR-158. Am nördlichen Rand der Stadt befindet sich der Privatflugplatz Frederico Westphalen (Aeroporto de Frederico Westphalen).

## Bildung
Frederico Westphalen ist Sitz der Universidade Regional Integrada do Alto Uruguay e Missões (URI). Auch die Universidade Federal de Santa Maria  (UFSM) hat in Frederico Westphalen einen Campus.
Die Bevölkerung der Gemeinde hatte 1991 eine Analphabetenquote von 14,1 %, die sich bei der Volkszählung 2010 bereits auf 6 % reduziert hatte.

## Sport
Am 3. August 2010 wurde der Fußballverein União Frederiquense gegründet, er spielt bei den Staatsmeisterschaften von Rio Grande do Sul mit, Heimstadion ist das 5000 Zuschauer fassende Estádio Vermelhão da Colina (offiziell Estádio João Pastre).

## Religion
In Frederico Westphalen befindet sich seit 1961 der Sitz des (römisch-katholischen) Bistums Frederico Westphalen und die Kathedrale Igreja Matriz de Frederico Westphalen. 

## Sehenswürdigkeiten und Bauwerke

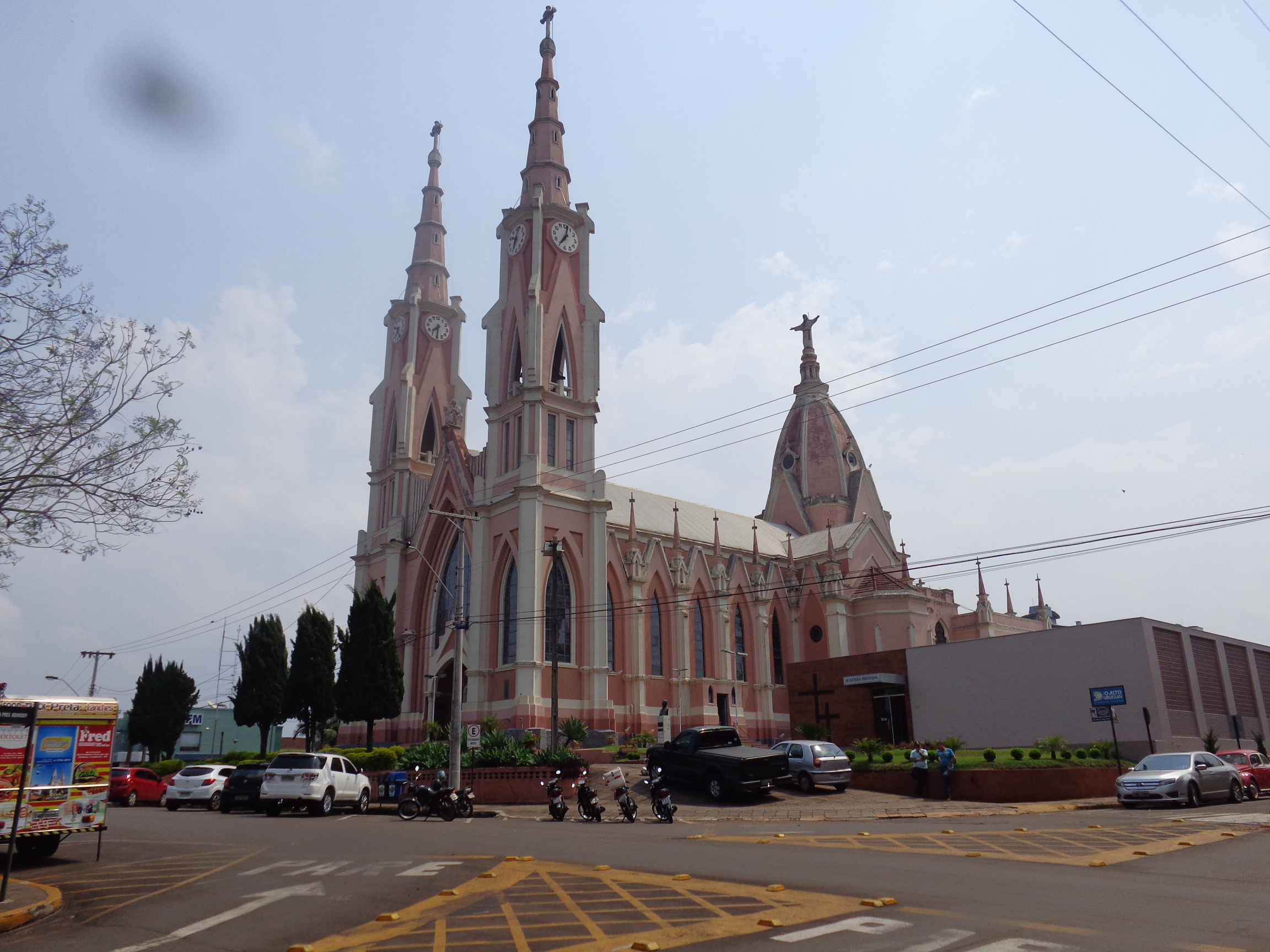
Igreja Matriz de Frederico Westphalen
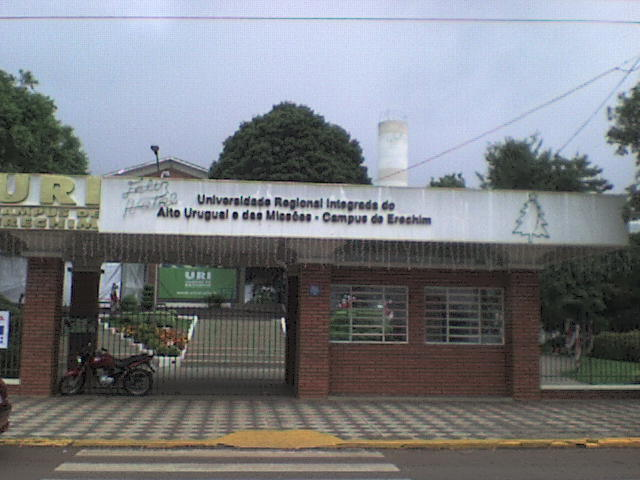
Universidade Regional Integrada